# Cantonul Vittel
Cantonul Vittel este un canton din arondismentul Neufchâteau, departamentul Vosges, regiunea Lorena, Franța.

## Comune
- Bazoilles-et-Ménil
- Contrexéville
- Dombrot-le-Sec
- Domèvre-sous-Montfort
- Domjulien
- Estrennes
- Gemmelaincourt
- Haréville
- Lignéville
- Monthureux-le-Sec
- La Neuveville-sous-Montfort
- Offroicourt
- Rancourt
- Remoncourt
- Rozerotte
- They-sous-Montfort
- Thuillières
- Valfroicourt
- Valleroy-le-Sec
- Vittel (reședință)
- Viviers-lès-Offroicourt